# كتاب عسكرية
كتاب عسكريّة (الأذرية: کتاب عسکریّه، Kitabi-Əsgəriyyə) هي قصة من تأليف العالم والمستنير الأذربيجاني عباسغولو باكيخانوف، كُتب في عام 1837 م. وهو العمل النثري الثاني لباكيخانوف. تحكي القصة عن الحب المتبادل بين شاب وفتاة يتعرضان للاضطهاد من بيئة متعصبة. في قصة "كتاب عسكريّة"، تحدث باكيخانوف عن حرية الحب ومعارضة الأحكام المسبقة.
نُشر "كتاب عسكريّة" في عام 1861 في سانت بطرسبرغ، ضمن "كتاب اللغة التتارية الأذربيجانية" الذي جمعه ميرزا أبو الحسن بك وزيروف. في هذه الطبعة نشر المؤلف "كتاب عسكريّة" مُبسطًا وفي بعض الأحيان مُختصرًا. وقد نُشر النص النقدي للمخطوطة، الذي عُثر عليه في مدينة قوبا في مسجد أردبيل وأُرسل إلى صندوق المخطوطات في معهد اللغة والأدب باسم نظامي في باكو، في المجلد الأول من منشورات المعهد عام 1946.